# Luigia Abbadia
Luigia Abbadia (1821, Janov – 1896, Řím) byla italská mezzosopranistka.
Byla dcerou skladatele Natale Abbadia, a debutovala v Rossiniho Semiramide v Sassari roku 1836. Nastudovala role v operách Maria Padilla a Ernani. Roku 1870 opustila scénu a založila pěveckou školu v Miláně, kde studovala například pěvkyně Giuseppina Pasqua.